# Przymierze Rodzin
Przymierze Rodzin – polskie stowarzyszenie katolickie, którego podstawowym celem jest pomoc rodzicom w wychowaniu ich dzieci w duchu nauki Kościoła katolickiego. Wywodzi się z warszawskiego Klubu Inteligencji Katolickiej. Przymierze Rodzin powstało w 1983, zarejestrowało się w 1991. Działalność organizacji polega na pracy w grupach dziecięcych, młodzieżowych, rodzinnych, organizowanych w ośrodkach zwanych „Terenowymi Ośrodkami Przymierza Rodzin”. Organizacja przeprowadza szkolenia w Wąpiersku. Przymierze Rodzin prowadzi kilka szkół podstawowych, gimnazjalnych i licealnych, a także szkołę wyższą oraz dwie świetlice środowiskowe i przedszkole. W 2004 stowarzyszenie uzyskało status organizacji pożytku publicznego.
Prezesem zarządu jest Marta Bejnarowicz.

## Szkoły Przymierza Rodzin

### Przedszkola
- Przedszkole Przymierza Rodzin w Warszawie

### Świetlice
- Świetlica środowiskowa w Ursusie
- Świetlica środowiskowa w Rawie Mazowieckiej

### Szkoły podstawowe
- Szkoła Podstawowa nr 112 Przymierza Rodzin im. Jana Pawła II (Warszawa – Ursynów)
- Szkoła Podstawowa nr 2 Przymierza Rodzin im. ks. Jana Twardowskiego (Warszawa – Mokotów)
- Szkoła Podstawowa nr 3 Przymierza Rodzin im. bł. ks. Jerzego Popiełuszki (Warszawa – Bielany)

### Liceum
- Liceum Ogólnokształcące Przymierza Rodzin im. Jana Pawła II (Warszawa – Ursynów)
- Liceum Ogólnokształcące im. Cypriana Kamila Norwida w Garwolinie

### Szkoły wyższe
- Collegium Verum (dawniej: Szkoła Wyższa Przymierza Rodzin w Warszawie)

## Terenowe Ośrodki Przymierza Rodzin[1]

### Warszawa
- Terenowy Ośrodek Przymierza Rodzin przy parafii św. Andrzeja Boboli
- Terenowy Ośrodek Przymierza Rodzin przy parafii św. Tomasza
- Terenowy Ośrodek Przymierza Rodzin przy parafii bł. Władysława z Gielniowa
- Terenowy Ośrodek Przymierza Rodzin przy parafii Opatrzności Bożej w Wilanowie

### Garwolin
- Terenowy Ośrodek Przymierza Rodzin przy parafii Przemienienia Pańskiego

### Kutno
- Terenowy Ośrodek Przymierza Rodzin przy parafii Świętego Wawrzyńca

### Pruszcz Gdański
- Terenowy Ośrodek Przymierza Rodzin przy parafii Podwyższenia Krzyża Świętego

### Strony Szkół Przymierza Rodzin
- Szkoły Przymierza Rodzin
- Szkoła Przymierza Rodzin im. Jana Pawła II (szkoła podstawowa / gimnazjum / liceum)
- Szkoła Przymierza Rodzin nr 2 im. ks. Jana Twardowskiego. spr.edu.pl. [zarchiwizowane z tego adresu (2012-06-07)]. (szkoła podstawowa / gimnazjum)
- Zespół Szkół Przymierza Rodzin nr 3 im. bł. ks. Jerzego Popiełuszki (szkoła podstawowa / gimnazjum)
- Szkoła Przymierza Rodzin w Garwolinie. klogarwo.pl. [zarchiwizowane z tego adresu (2012-04-07)]. (gimnazjum / liceum)
- Collegium Verum